# Reserva da Marinha dos Estados Unidos
A Reserva da Marinha dos Estados Unidos (em inglês:  United States Navy Reserve), conhecida como Reserva Naval dos Estados Unidos (em inglês:  United States Naval Reserve) durante 1915 a 2005, é uma reserva militar da Marinha dos Estados Unidos.